# Massa d'aria

Circolazione ciclonica e anticiclonica nell'emisfero boreale e australe con riferimento all'equatore.

In meteorologia, una massa d'aria è una porzione di troposfera di notevoli dimensioni (ampia anche qualche migliaio di chilometri) all'interno della quale le condizioni di temperatura e umidità sono relativamente costanti/omogenee/uniformi. La sua proprietà fondamentale è quella di conservare stabilità sotto il profilo orizzontale ed il contenuto di vapore acqueo per un certo periodo di tempo, anche se messa in moto dalla zona di origine. La loro importanza è legata all'avvezione all'interno della circolazione generale determinando ad es. ondate di freddo e ondate di calore. Una determinata massa d'aria di solito ha un confine ben definito che la separa dalle masse d'aria circostanti, questo confine è chiamato fronte meteorologico. Scontro tra masse d'aria diverse porta in genere alla formazione di instabilità atmosferica e fronti meteorologici all'interno di cicloni tropicali.

## Classificazione
Le masse d'aria possono essere classificate in:
- Principali:
  - Aria tropicale, caldo-umida o calda-secca (ad es. quelle legate all'anticiclone subtropicale africano);
  - Aria alle medie latitudini, temperata umida o secca (ad es. quella legata alla circolazione zonale o all'anticiclone delle Azzorre);
  - Aria polare: aria polare fredda continentale e a aria artica marittima (ad es. quelle legate all'anticiclone russo-siberiano e all'anticiclone scandinavo);
- Secondarie: sono due masse d'aria originatesi all'interno della stessa zona.

Masse d'aria possono spostarsi da una zona all'altra dell'emisfero durante l'evoluzione meteorologica della circolazione atmosferica (onde di Rossby) in seguito ad avvezioni determinando cambiamenti del tempo atmosferico relativamente a parametri atmosferici quali temperatura, umidità, nuvolosità e precipitazioni.
Sebbene non esista una classificazione univoca che caratterizzi le masse d'aria, è sempre possibile darne una descrizione che ne identifichi le differenze e i cambiamenti intorno al globo terrestre, con la combinazione di più elementi: Regione d'origine, tipo di superficie, latitudine.

Mappa delle masse d'aria. Le masse d'aria polare (mP, cP) si formano alle latitudini delle zone subartiche e subantartiche; Con "polare" si intendono indicare le masse d'aria provenienti dalle regioni subartiche e subantartiche.

| Massa d'aria | Sigla |
| ------------ | ----- |
| Marittima    | m     |
| Continentale | c     |
| Massa d'aria | Sigla |
| Artica       | A     |
| Antartica    | AA    |
| Polare       | P     |
| Tropicale    | T     |
| Equatoriale  | E     |

## Storia
Tra il 1910 e il 1920 un'equipe di fisici e di matematici di Bergen in Norvegia, si servì del concetto di massa d'aria per proporre un nuovo indirizzo all'interpretazione di alcuni importanti sistemi atmosferici a scala sinottica (1000-3000 km).
In particolare la scuola meteorologica di Bergen ha il merito di aver individuato nella discontinuità delle caratteristiche fisiche di due masse d'aria adiacenti, la causa della genesi dei sistemi responsabili del maltempo generalizzato, alle medie latitudini.